# Анагайм
Анагайм (англ. Anaheim) — місто (англ. city) в США, в окрузі Орандж штату Каліфорнія. Населення — 346 824 особи (2020), десяте за чисельністю населення місто в Каліфорнії, 54-е — в США.
Розташоване на південний схід від міста Лос-Анджелес.
Місто всесвітньо відоме парком-курортом Діснейленд (англ. Disneyland Resort).

## Географія
Анагайм розташований за координатами 33°51′20″ пн. ш. 117°45′36″ зх. д. / 33.85556° пн. ш. 117.76000° зх. д. (33.855497, -117.760071). За даними Бюро перепису населення США в 2010 році місто мало площу 131,60 км², з яких 129,07 км² — суходіл та 2,53 км² — водойми.

### Клімат
| Клімат : Анагайм      | Клімат : Анагайм | Клімат : Анагайм | Клімат : Анагайм | Клімат : Анагайм | Клімат : Анагайм | Клімат : Анагайм | Клімат : Анагайм | Клімат : Анагайм | Клімат : Анагайм | Клімат : Анагайм | Клімат : Анагайм | Клімат : Анагайм | Клімат : Анагайм |
| Показник              | Січ.             | Лют.             | Бер.             | Квіт.            | Трав.            | Черв.            | Лип.             | Серп.            | Вер.             | Жовт.            | Лист.            | Груд.            | Рік              |
| Середній максимум, °C | 20,9             | 21,3             | 22,3             | 23,7             | 25,1             | 26,8             | 29,6             | 30,7             | 29,9             | 27,4             | 22,8             | 20,7             | 25,1             |
| Середній мінімум, °C  | 8,5              | 9,1              | 10,2             | 11,6             | 14,1             | 15,9             | 18,1             | 18,0             | 16,8             | 14,3             | 10,1             | 8,2              | 12,9             |
| Норма опадів, мм      | 86               | 85               | 53               | 21               | 9                | 4                | 1                | 0                | 2                | 17               | 28               | 57               | 362              |
| --------------------- | ---------------- | ---------------- | ---------------- | ---------------- | ---------------- | ---------------- | ---------------- | ---------------- | ---------------- | ---------------- | ---------------- | ---------------- | ---------------- |
| Джерело:              |                  |                  |                  |                  |                  |                  |                  |                  |                  |                  |                  |                  |                  |

## Населення
Згідно з переписом 2010 року, у місті мешкало 336 265 осіб у 98 294 домогосподарствах у складі 74 294 родин. Густота населення становила 2555 осіб/км². Було 104237 помешкань (792/км²).
Расовий склад населення:
| - 52,7 % — білих - 14,8 % — азіатів - 2,8 % — чорних або афроамериканців - 0,8 % — корінних американців - 0,5 % — вихідців з тихоокеанських островів - 24,0 % — осіб інших рас |

До двох чи більше рас належало 4,4 %. Частка іспаномовних становила 52,8 % від усіх жителів.
За віковим діапазоном населення розподілялося таким чином: 27,3 % — особи молодші 18 років, 63,4 % — особи у віці 18—64 років, 9,3 % — особи у віці 65 років та старші. Медіана віку мешканця становила 32,4 року. На 100 осіб жіночої статі у місті припадало 99,0 чоловіків; на 100 жінок у віці від 18 років та старших — 97,1 чоловіків також старших 18 років.
Середній дохід на одне домашнє господарство становив 79 449 доларів США (медіана — 60 752), а середній дохід на одну сім'ю — 84 382 долари (медіана — 64 816). Медіана доходів становила 40 868 доларів для чоловіків та 37 885 доларів для жінок. За межею бідності перебувало 16,5 % осіб, у тому числі 25,1 % дітей у віці до 18 років та 11,5 % осіб у віці 65 років та старших.
Цивільне працевлаштоване населення становило 163 591 осіб. Основні галузі зайнятості: освіта, охорона здоров'я та соціальна допомога — 18,2 %, виробництво — 13,8 %, мистецтво, розваги та відпочинок — 12,9 %, науковці, спеціалісти, менеджери — 12,3 %.

## Економіка
Найбільшою та найважливішою галуззю економіки Анагайма є туризм. Центр зборів Анагайму (англ. Anaheim Convention Center) є місцем проведення багатьох національних конференцій, і Волт Дісней Компані — безумовно найбільший працедавець міста. Багато готелів, особливо в курортному районі міста, обслуговують туристів Діснейленду і відвідувачів конференцій.
Каліфорнійська штаб-квартира фінансового конгломерату Banco Popular розташована у Анагаймі.

## Спорт
В Анагаймі дві професійні команди: «Анагайм Дакс» (англ. Anaheim Ducks) — професійна хокейна команда, член у Національній хокейній лізі грають в Хонда-центр. «Лос-Анджелес Енджелс-оф-Анагайм» (англ. Los Angeles Angels of Anaheim) є членом у Головній бейсбольній лізі.

## Відомі люди
- В Анагаймі була заснована всесвітньовідома рок-група No Doubt;
- У плановому місті Анагайм-Гіллз, зведеному на муніципальній території Анагайма, народилась і живе Ребекка Блек, американська юна співачка, яка стала широко відомою впродовж місяця завдяки YouTube та iTunes, записавши єдину пісню[7].
- Остін Бáтлер - американський актор.
- Майло Вентімілья (*1977) — американський актор.

## Міста-побратими
- Міто, Японія
- Віторія, Іспанія
- Орландо, Флорида